# Hanabäckstjärnen
Hanabäckstjärnen är en sjö i Örnsköldsviks kommun i Ångermanland och ingår i Idbyån-Moälvens kustområde. Sjön har en area på 0,131 kvadratkilometer och ligger 83,2 meter över havet.

## Delavrinningsområde
Hanabäckstjärnen ingår i det delavrinningsområde (703002-164247) som SMHI kallar för Inloppet i Lomsjön. Medelhöjden är 184 meter över havet och ytan är 22,64 kvadratkilometer. Det finns inga avrinningsområden uppströms utan avrinningsområdet är högsta punkten. Avrinningsområdets utflöde Strömsån (Lidån) mynnar i havet. Avrinningsområdet består mestadels av skog (80 procent). Avrinningsområdet har 0,44 kvadratkilometer vattenytor vilket ger det en sjöprocent på 1,9 procent.